# Taeromys arcuatus
Espèce
Statut de conservation UICN

 LC  : Préoccupation mineure
Taeromys arcuatus est une espèce de rongeur de la famille des Muridés, du genre Taeromys endémique d'Indonésie.

## Taxonomie
L'espèce est décrite pour la première fois par les zoologues américains George Henry Hamilton Tate et Richard Archbold en 1935 sur la base de sept spécimens récoltés en 1932.

## Répartition et habitat

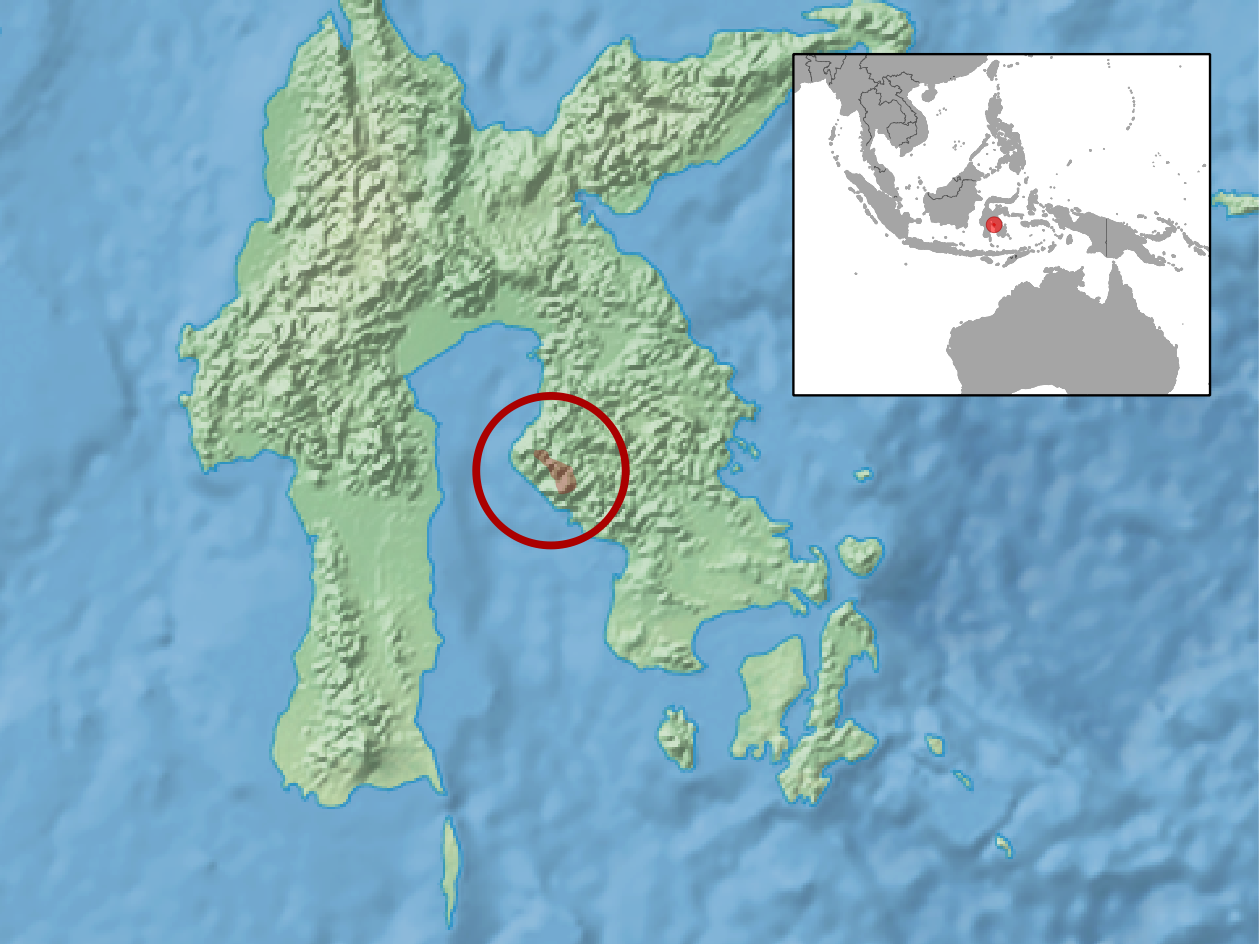
Répartition de l'espèce.

L'espèce est présente en une seule région, dans la forêt tropicale humide de Tanke Salokko, point culminant de la région de Mekongga dans le sud-est de Sulawesi en Indonésie et pourrait également se rencontrer dans les régions montagneuses alentour à une altitude comprise entre 1 500 et 2 000 m.

## Menaces
L'Union internationale pour la conservation de la nature la place dans la catégorie « Données insuffisantes » par manque de données relatives au risque d'extinction en 2008 après qu'elle l'a classée vulnérable depuis 1996.